# Bocaccio (discoteca)
Bocaccio, també coneguda com a Bocaccio Boite, va ser una discoteca ubicada en un soterrani del número 505 del carrer Muntaner de Barcelona, oberta entre el 1967 i el 1985. Impulsada pel promotor cultural Oriol Regàs amb l'ajuda de Xavier Miserachs i Teresa Gimpera, va actuar com a centre neuràlgic de la Gauche Divine barcelonina.
Va obrir les portes el 13 de febrer de 1967. El centre va actuar com espai d'alliberament i descoberta d'una Barcelona tardofranquista. Per les seves sales van passar personalitats com Oriol Maspons, Teresa Gimpera, Beatriz de Moura, Serena Vergano, Ricardo Bofill, Antonio de Senillosa o Terenci Moix, entre molts altres. Al podi de la discoteca hi actuava una de les primeres gogós de Barcelona, la francesa Marie Agne.
Regàs va finançar el projecte mitjançant la creació de l'empresa Bocaccio, S.A., en col·laboració amb 38 socis accionistes, que es van ampliar fins a arribar puntualment als 280. Gràcies a la seva fama, el 4 d'abril de 1971 va obrir un segon local a Madrid, al carrer Marqués de la Ensenada, 16.
El 1981 Regàs i companyia van vendre el negoci a Pere García Pérez, un empresari nocturn que ja tenia alguns locals a Mollet, com el Moustache. García va començar a dirigir el local el 28 de febrer de 1982, data en què començà la decadència de la sala. Amb els diners, Regàs va actualitzar la seva proposta d'oci nocturn, creant la discoteca Up&Down. El local de Madrid, Regàs va decidir llogar-lo als seus empleats, els quals van crear la societat anònima Giovanni per autogestionar-ho.
El juliol de 1985 Pere García va vendre el negoci a un grup immobiliari d'inversos àrabs, propietaris dels apartaments annexos al local, els quals van tancar definitivament la sala.
El 2002, un grup d'empresaris propers als Regàs, van comprar els drets de marca i va obrir una versió de la discoteca en un edifici de tres plantes del Polígon de Can Magarola de Mollet del Vallès, a tocar de la C-17. Es van crear diversos espais que eren una rèplica exacta de la discoteca original. La inauguració va tenir lloc el 28 de novembre del 2002. Aquesta discoteca posteriorment es reanomenaria BlueMoon Bocaccio i tancaria les seves portes el 2008. Vuit any després, va reobrir les seves portes el 2015.